# Moreuil
Moreuil ist eine französische Gemeinde mit 3968 Einwohnern (Stand 1. Januar 2022) im Département Somme in der Region Hauts-de-France. Sie gehört zum Arrondissement Montdidier und ist Hauptort des Kantons Moreuil. Die Stadt liegt am Fluss Avre.

## Nachbargemeinden
Im Norden: Thennes und Hailles; im Nordosten: Villers-aux-Érables; im Osten: Mézières-en-Santerre; im Südosten: Le Plessier-Rozainvillers und La Neuville-Sire-Bernard; im Süden: Braches; im Westen: Mailly-Raineval, Morisel und Rouvrel.

## Geschichte
Moreuil liegt an der Römerstraße, die Compiègne und Montdidier mit Amiens verbindet. Um etwa 800 wird von einer Burg berichtet. Im Mittelalter wurde eine Kommende des Johanniterordens errichtet, die 1752 zerstört wurde.
1965 wurde der Ort Castel eingemeindet.

### Bevölkerungsentwicklung
- 1962: 3586
- 1968: 3647
- 1975: 4099
- 1982: 4203
- 1990: 4156
- 1999: 4106
- 2006: 4001